# カセレス民族主義

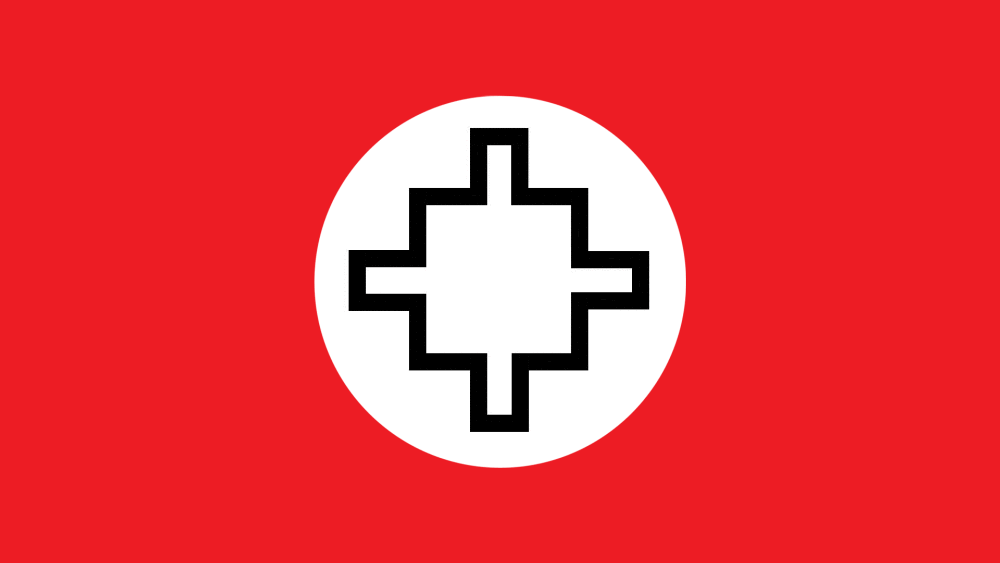
カセレス民族主義の旗

カセレス民族主義（スペイン語: etnocacerismo）、或いはペルー愛国主義運動 （Movimiento Nacionalista Peruano）は、インカ帝国、アンドレス・アベリーノ・カセレス、前ヒスパニック時代の遺産の継承を主張するペルーの民族主義運動。先住民とその子孫が主導するプロレタリア独裁の確立を求める。経済では極左でありながら、人種・社会・軍事的問題においては極右の見解を持つ。
カセレス民族主義は二つの創設神話に基づく。一つ目は、インカと同一視されることが多い先住民族であるケチュア族の民族同一性であり、二つ目は太平洋戦争中にチリ軍の占領に対抗するゲリラ抵抗運動を主導した19世紀のペルー大統領、戦争の英雄であるアンドレス・アベリーノ・カセレスの偉人伝である。後者のため、運動は強い反チリ感情を抱くことがある。